# 贝弗利 (马萨诸塞州)
贝弗利（英語：Beverly）是美国马萨诸塞州埃塞克斯县的一个城市，也是波士顿的郊区。2020年美国人口普查时，人口为42670人。贝弗利是马萨诸塞州北岸的一个度假、住宅和制造业社区，包括Ryal Side、北贝弗利、蒙特塞拉特、贝弗利农场和Prides Crossing。贝弗利在“美国海军诞生地”这一称号上与马布尔黑德不相上下。

## 历史
在欧洲殖民美洲之前，美国原住民在马萨诸塞州东北部居住了数千年。在17世纪初接触时，贝弗利地区位于今天塞勒姆的一个重要的瑙姆凯格定居点和安角的阿加瓦姆定居点之间，在巴斯河河口可能有土著居民点。